# Дмитриевка (Большеболдинский район)
Дми́триевка — деревня в Большеболдинском районе Нижегородской области. Относится к Большеболдинскому сельсовету, расположена в 2 км к югу от районного центра (по автодороге — в 5 км) на берегу ручья Мокшандейка (приток Азанки).

## История
В 1835 году половина Пушкинского имения в Болдине была куплена помещиком Васильсурского уезда Сергеем Васильевичем Зыбиным. С. В. Зыбин, вступив во владение имением, завел в Большом Болдине конный и поташный заводы, а также расселил часть болдинских крестьян в две новые деревни — Дмитриевку и Логиновку.

## Население
| Год             | 1859 | 1895 | 1916 | 1925 | 1989 | 2002 | 2010 |
| --------------- | ---- | ---- | ---- | ---- | ---- | ---- | ---- |
| Население, чел. | 362  | 318  | 400  | 448  | 0    | 7    | 5    |
| Мужчины         | 191  | 167  | ?    | ?    | 0    | 5    | 3    |
| Женщины         | 171  | 157  | ?    | ?    | 0    | 2    | 2    |

## Современность
В настоящее время земли деревни используются как дачи жителями близлежащего Большого Болдина. Добраться до Дмитриевки можно по грунтовой дороге (съезд с дороги на Львовку за рощей Лучинник).
По данным переписи 2010 года в деревне на постоянной основе проживают всего 5 человек. 